# Henry Jenkins

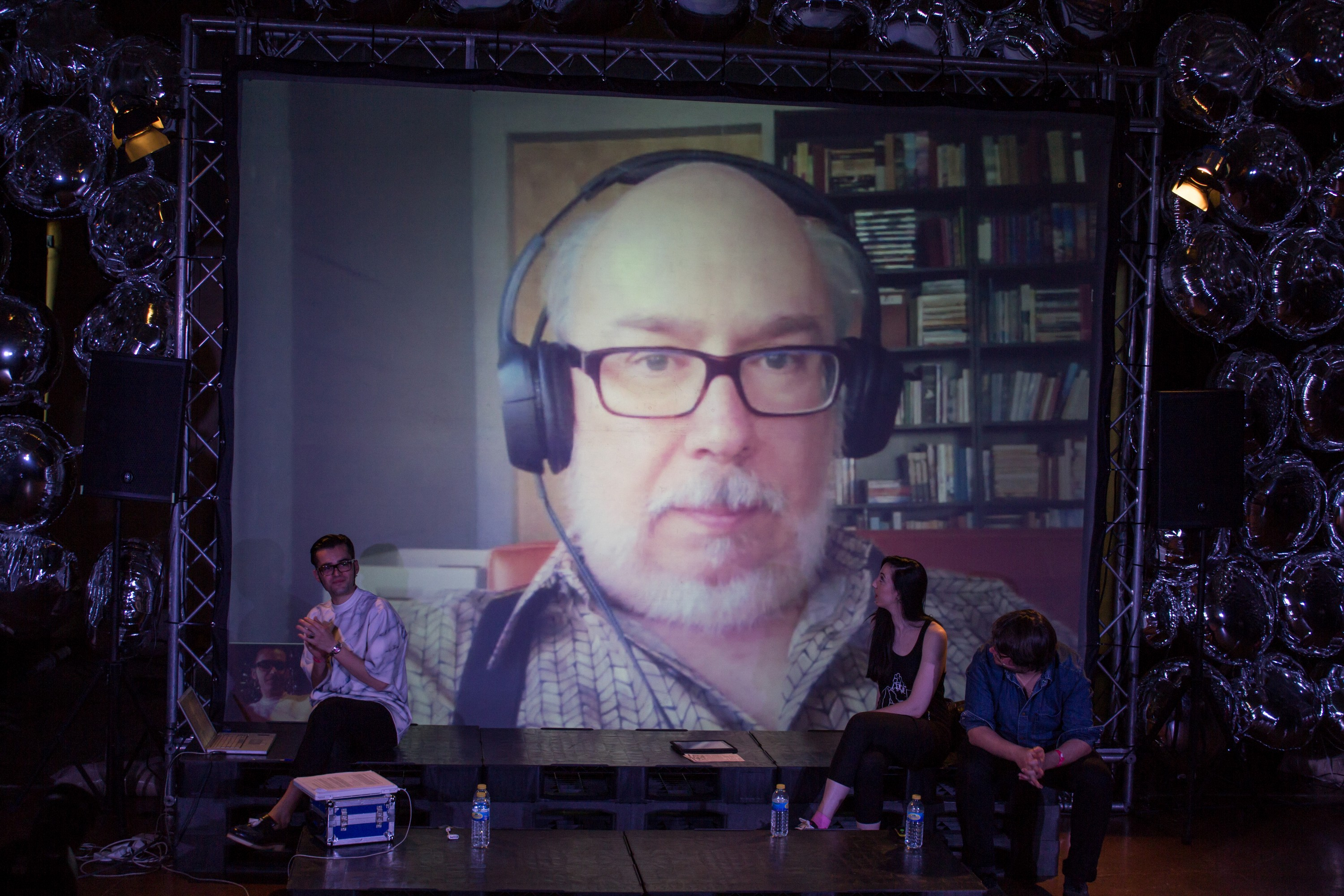
Henry Jenkins im SOS 4.8 Festival 2014, in Murcia.

Henry Jenkins (* 4. Juni 1958 in Atlanta) ist ein US-amerikanischer Medienwissenschaftler.
Jenkins ist Leiter des Lehrstuhls für „Communication, Journalism, Cinematic Arts and Education“ an der University of Southern California und war Direktor des Comparative Media Studies Program am Massachusetts Institute of Technology (MIT) und Inhaber der Peter-de-Florez-Professur für Geisteswissenschaften. Er ist Autor und Herausgeber von mehreren Büchern über die verschiedenen Aspekte der Medien- und Populärkultur.

## Werke
- 1992: Textual Poachers: Television Fans and Participatory Culture
- 1992: What Made Pistachio Nuts?
- 1998: The Children's Culture Reader
- 1998: From Barbie to Mortal Kombat: Gender and Computer Games (mit Justine Cassell)
- 2003: Democracy and New Media
- 2003: Rethinking Media Change: The Aesthetics of Transition
- 2006: Convergence Culture: Where Old and New Media Collide
- 2006: Fans, Bloggers, and Gamers: Media Consumers in a Digital Age
- 2007: The Wow Climax: Tracing the Emotional Impact of Popular Culture
- 2009: Confronting the Challenges of Participatory Culture: Media Education for the 21st Century
- 2013: Spreadable Media: Creating Meaning and Value in a Networked Culture
- 2013: Reading in a Participatory Culture: Remixing Moby-Dick for the English Literature Classroom
- 2015: Participatory Culture in a Networked Era: A Conversation on Youth, Learning, Commerce, and Politics
- 2016: By Any Media Necessary: The New Youth Activism, Connected Youth and Digital Futures